# Aeronaves presidenciales de los Estados Unidos
Cualquier aeronave que transporte al Presidente de los Estados Unidos, tiene asignado como distintivo la palabra "One" (Uno) acompañada del cuerpo militar al que pertenece en el indicativo del control de tráfico aéreo, como son los casos de "Air Force One" (Fuerza Aérea Uno), "Army One" (Ejército Uno) y "Navy One" (Armada Uno), o en caso de que este sea transportado utilizando una aeronave de los Guardacostas se le otorga el indicativo de "Coast Guard One". Si vuela en una aeronave civil el indicativo pasa a ser "Executive One". 

## Variantes

### Air Force One

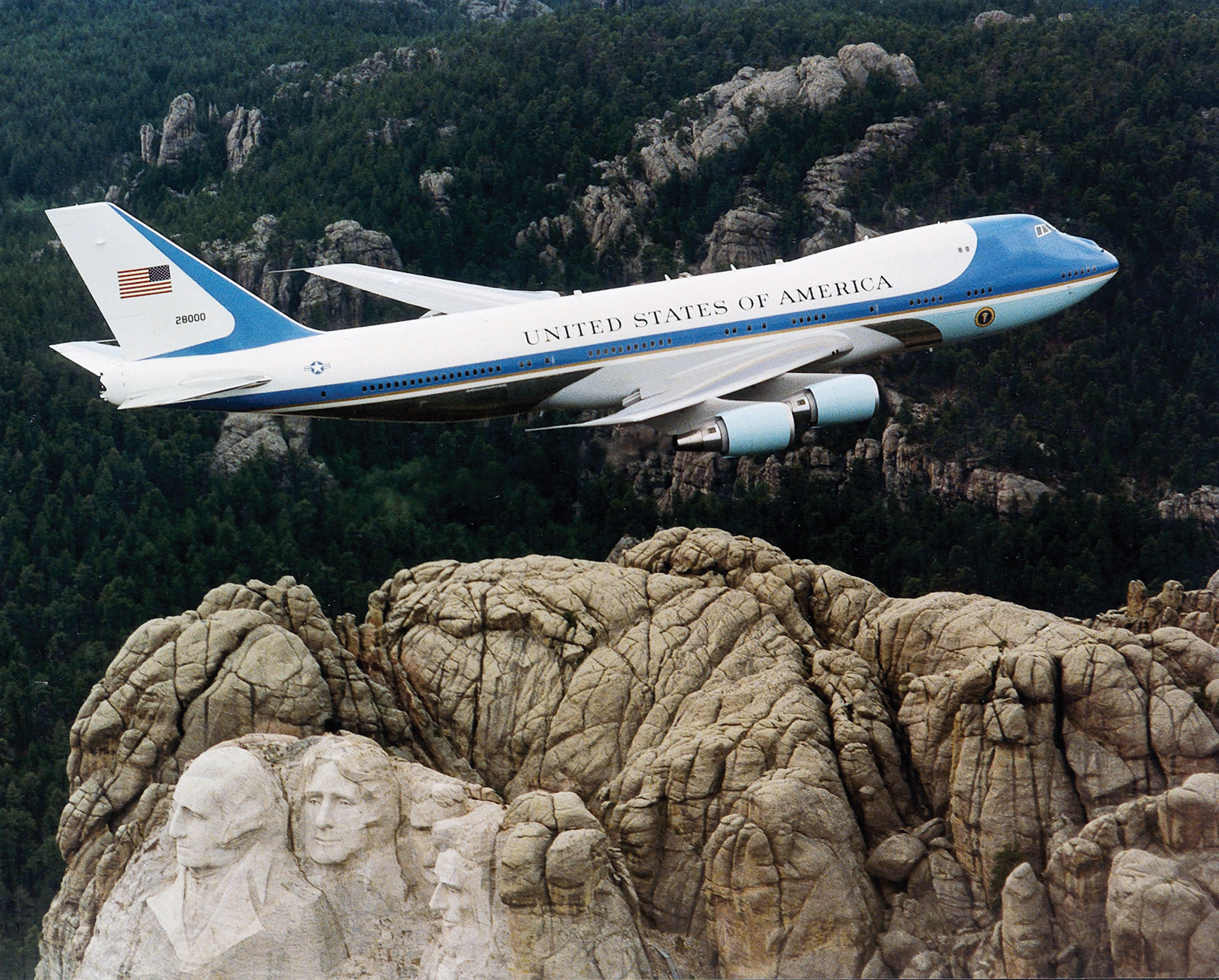
El Air Force One volando sobre el Monte Rushmore.

Air Force One es el indicativo que asigna el control de tráfico aéreo a cualquier aeronave de la Fuerza Aérea de los Estados Unidos (US Air Force) que transporta al Presidente de los Estados Unidos, siendo esta la variante de las aeronaves presidenciales de Estados Unidos más conocida y popularizada por películas, videojuegos y otro tipo de medios de entretenimiento.

### Air Force Two
Air Force Two es el indicativo que asigna el control de tráfico aéreo a cualquier aeronave de la Fuerza aérea de los Estados Unidos que transporta al Vicepresidente de los Estados Unidos. Actualmente las aeronaves que funcionan como Air Force Two en operación son Boeing C-32 (reg. 98-0001, 98-0002, 99-0003, 99-0004). Militarmente, el avión que sirve actualmente como Air Force Two es un C-32A (una versión militar del 757). El avión normalmente utilizado como Air Force Two sirvió como Air Force One durante uno de los primeros viajes del presidente George W. Bush en su mandato. La diferencia entre el C-32A y el Boeing 757-200 radica en que el C-32A posee diferentes mobiliarios y aviónica. El escuadrón 89th Airlift Wing posee cuatro C-32A's, los cuatro están marcados y a menudo funcionan como Air Force Two. En adición a la responsabilidad de transportar al Vicepresidente, estos aviones también se encargan del transporte de la primera dama (donde toman el indicativo de "Executive One Foxtrot"). En otras ocasiones estos aviones cargan a miembros del congreso o invitados del presidente.

### Army One

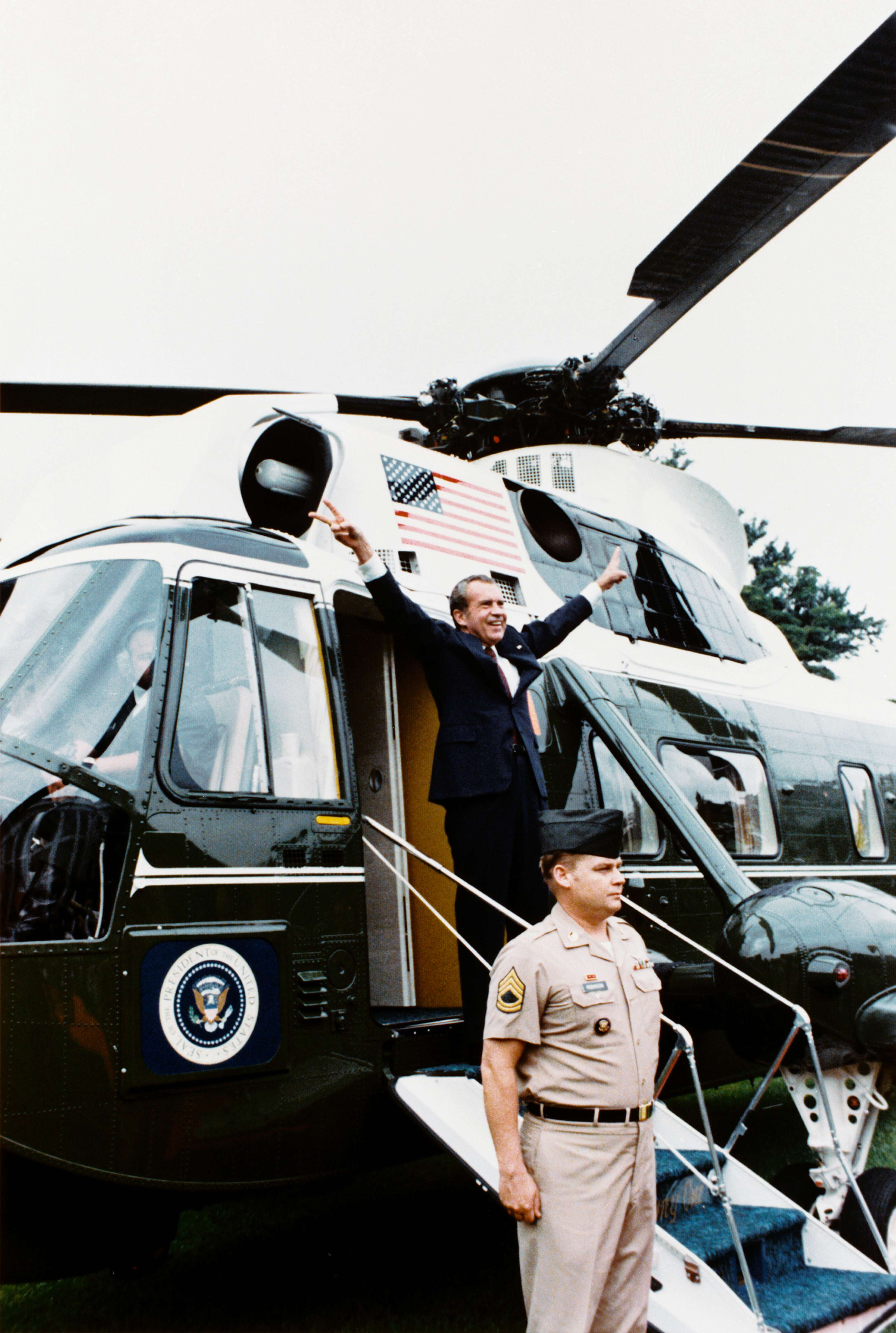
El Presidente Nixon desembarcando del Army One.

Army One es el indicativo que se le asigna a cualquier aeronave del Ejército de los Estados Unidos (United States Army) que transporta al Presidente de los Estados Unidos; desde 1957 hasta 1967, se trataba usualmente de un helicóptero del Ejército transportando al Presidente. Antes de 1976 la responsabilidad de transportar al Presidente estaba dividida entre el Ejército y el Cuerpo de Marines hasta que se le dio la responsabilidad única de transportar al Presidente en helicóptero a los marines. 
El Army One aparece en una famosa fotografía tomada el 9 de agosto de 1974, cuando el presidente Richard Nixon hizo su famosa señal "V" (victoria) luego de dimitir tras el escándalo de Watergate.
A cualquier parte que vuele el Army One, es recibido en tierra por al menos un soldado vestido completamente en uniforme de gala.

### Navy One

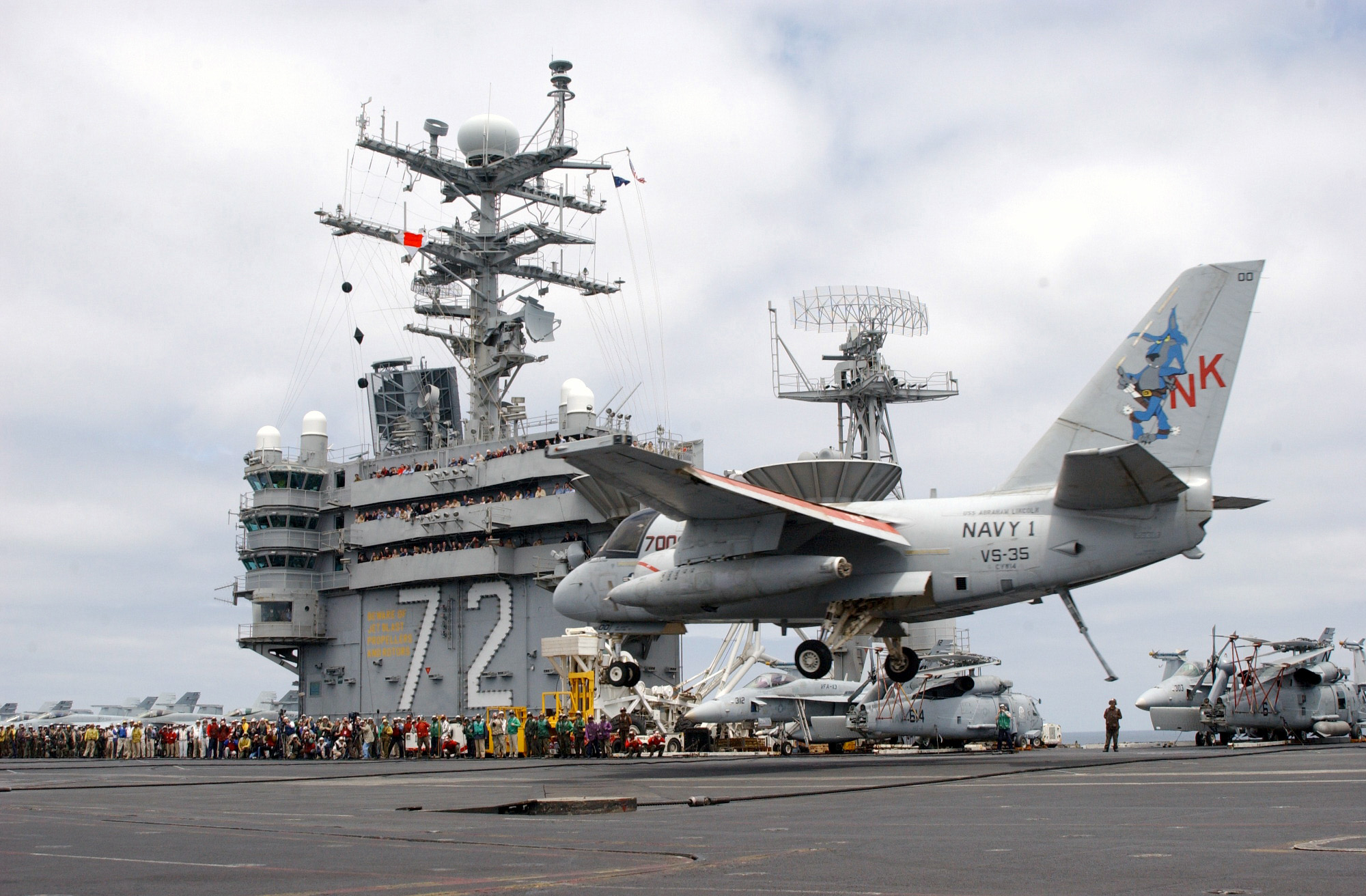
El Navy One aterrizando en el portaaviones USS Abraham Lincoln.

Navy One es el indicativo que se le asigna a cualquier aeronave de la Armada de los Estados Unidos (United States Navy) que transporta al Presidente de los Estados Unidos.
Solo ha habido una aeronave de la Armada que ha llevado esta designación, el avión S-3 Viking, asignado al escuadrón de especialistas "Blue Wolves" VS-35, que transportó al Presidente George W. Bush al portaaviones USS Abraham Lincoln estacionado en las afueras de la costa de San Diego, California el 1 de mayo de 2003. El piloto era el comandante Skip "Loose" Lussier, y el copiloto el teniente Ryan "Wilson" Phillips. El Navy One fue retirado del servicio y puesto en exhibición en el Museo nacional de aviación naval en Pensacola, Florida el 17 de julio de 2003

### Marine One
Marine One es el indicativo que se le asigna a cualquier aeronave del Cuerpo de Marines de Estados Unidos (United States Marine Corps) que transporta al Presidente de los Estados Unidos. Actualmente denota a uno de los 19 helicópteros operados por el escuadrón HMX-1 "Nighthawks", usualmente un gran H-3 Sea King o el nuevo y más pequeño UH-60 Black Hawk. Está previsto que ambos sean substituidos por el VH-71 (US101), una variante del AgustaWestland EH101.

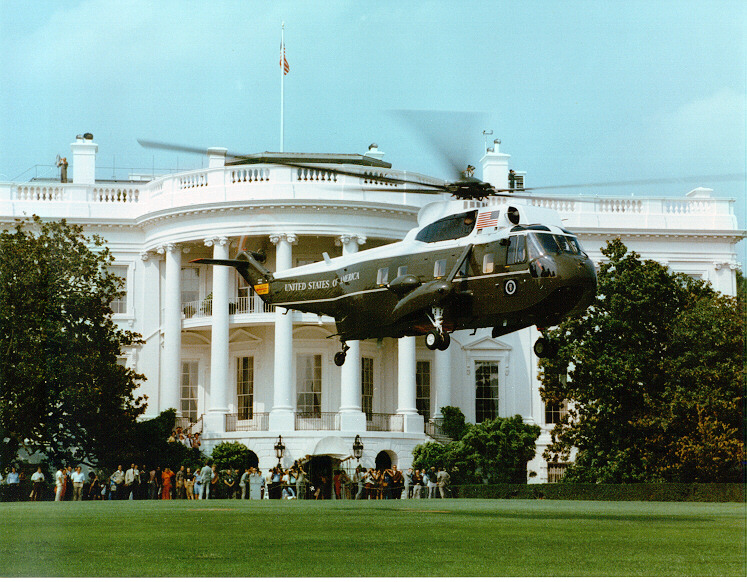
El Marine One frente a la Casa Blanca.

El primer helicóptero presidencial fue utilizado durante el mandato de Dwight D. Eisenhower. En 1957, Eisenhower viajó en un H-13 Sioux militar que carecía de aire acondicionado y las comodidades de sus equivalentes modernos. Fue remplazado por el H-34 un año después en el 1958. El Sea King voló por primera vez como Marine One en 1961. No fue hasta después de 1976 donde se comenzó a llamar Marine One a los helicópteros de ese cuerpo militar encargados de transportan al presidente, antes de ese periodo se compartía esta labor y el indicativo de Army One con el Ejército.
Hoy en día, el Marine One es muchas veces la alternativa preferida ante los vehículos de escolta, que pueden ser costosos y presentan dificultades logísticas. El ambiente controlado de un helicóptero añade además un gran factor de seguridad.George Bush después del juramento de Barack Obama en Washington se fue a su residencia privada en el Marine One.
Más de 800 marines supervisan las operaciones de la flota de helicópteros utilizada como Marine One, con base en Quantico, Virginia, pero es más común verlo en acción en el Césped Sur de la Casa Blanca, o en la Base Aérea de Andrews en Maryland. En Andrews, es en ocasiones utilizado como transporte hasta el Air Force One en viajes largos.
A donde quiera que el Marine One vuele, es recibido en tierra por al menos un marine vestido completamente en uniforme de gala (Bill Clinton voló alrededor del Gran Cañón en el Marine One poco después de dejar su oficina, y tan pronto aterrizó, se sorprendió de haber encontrado a un marine parado al borde del cañón para recibirlo).
Como medida de seguridad, el Marine One siempre viaja en pares: un helicóptero transporta al presidente mientras el otro sirve como señuelo para posibles ataques en tierra. Para añadir un factor a la gran seguridad que representa el uso del Marine One, cada miembro del HMX-1 es investigado antes de tocar cualquier helicóptero utilizado para viajes presidenciales, para asegurar que no represente ningún riesgo de seguridad, lo que se denomina como Yankee White.

#### Reemplazo del HMX
Aunque el VH-3 luce relativamente nuevo, utiliza fuselaje antiguo, incorporado en servicio con los HMX-1 en 1962. Por tal razón, la substitución por un nuevo helicóptero ya va en camino. Las operaciones iniciales están programadas para el 2008 y operara en su máxima capacidad no antes del 2014.
La Lockheed y Sikorsky (con contratos mayores) poseen el contrato. El 28 de enero de 2005 fue anunciado que el equipo Lockheed Martin VH71 US101 había ganado. Los equipos contratistas eran:
- Lockheed Martin — US101
  - AgustaWestland
  - Bell Helicopter Textron
- Sikorsky — VH-92
  - FlightSafety International
  - L-3 Communications
  - Northrop Grumman
  - Rockwell Collins
  - Vought Aircraft Industries
  - GE Aircraft Engines

### Coast Guard One
Coast Guard One es el indicativo que asigna el control de tráfico aéreo a cualquier aeronave de la Guardia Costera de los Estados Unidos (United States Coast Guard) que transporte al Presidente. Sin embargo, nunca ha habido un vuelo del Coast Guard One.

### Executive One
Executive One es el indicativo que asigna el control de tráfico aéreo a cualquier aeronave civil en donde el presidente de Estados Unidos está a bordo. Normalmente, el presidente vuela en una aeronave militar a cargo del Presidential Airlift Group, que forma parte del Air Mobility Command's 89th Airlift Wing, establecido en la base aérea Andrews en el Campamento Springs, en Maryland. Rara vez el presidente de EE. UU. vuela en aeronaves civiles.
- Portal:Estados Unidos. Contenido relacionado con Estados Unidos.

- Datos: Q12155239